# Dámaso Espino
Dámaso Matías Espino (n. Los Santos, Panamá; 8 de mayo de 1983) es un receptor panameño. es primo del también beisbolista Paolo Espino.

## Carrera

### Cincinnati Reds
Espino fue contratado originalmente por los Rojos de Cincinnati como jugador de cuadro agente libre no reclutado en 1999. Jugó para los Rojos de la Costa del Golfo de 2000 a 2002, ganando los honores del Juego de Estrellas de la Liga de la Costa del Golfo en 2002 como tercera base cuando bateó .332 en 58 juegos.

### Kansas City Royals
Los Rojos lo canjearon el 6 de marzo de 2003 a los Kansas City Royals. Los Reales lo asignaron a los Burlington Bees Clase A en 2003 y lo ascendieron a Wilmington Blue Rocks en 2004. En 2005, regresó a Burlington e hizo la transición a jugar como receptor. Pasó de 2006 a 2007 en AA con los Wichita Wranglers y llegó a AAA en 2008 con los Omaha Royals.

### Cleveland Indians
Espino fue canjeado por los Reales a los Indios de Cleveland el 12 de junio de 2008 por dinero en efectivo. Espino fue invitado a los entrenamientos de primavera para la temporada 2010, pero no entró en el club y fue asignado a los Columbus Clippers de Triple-A. Permaneció con los Indios hasta 2010, jugando para AA Akron Eros y Columbus.

### Los Ángeles Dodgers
Espino firmó un contrato de ligas menores con los Dodgers de Los Ángeles el 26 de enero de 2011 y recibió una invitación al campamento de ligas mayores. Fue asignado a AAA Albuquerque Isotopes, donde apareció en 65 juegos y bateó .292. El 2 de noviembre de 2011 eligió la agencia libre.

### Chicago White Sox
El 17 de enero de 2012, Espino firmó un contrato de ligas menores con los Medias Blancas de Chicago. En 66 juegos con los AA Birmingham Barons, bateó .284. También jugó en 3 juegos con AAA Charlotte en 2012. El 2 de noviembre de 2012, eligió la agencia libre. El 18 de diciembre de 2012, Espino volvió a firmar con los White Sox con un contrato de ligas menores y apareció en 1 juego en Charlotte en 2013 antes de ser liberado.

### Los Ángeles Dodgers
Espino firmó un contrato de ligas menores con Los Ángeles Dodgers el 23 de junio de 2013 y reportó a AAA Albuquerque, donde apareció en 19 juegos y bateó .333. El 4 de noviembre de 2013 eligió la agencia libre.

### Somerset Patriots
El 1 de abril de 2014, Espino firmó con los Somerset Patriots de la Liga Atlántica de Béisbol Profesional. En 2014, Espino bateó .252/.274/.298 con 1 jonrón y 18 carreras impulsadas en 70 juegos.

## Selección nacional
Fue seleccionado entre la selección de béisbol de Panamá para el Clásico Mundial de Béisbol en 2006, 2009 y 2013.